# J'ai pleuré sur tes pas
J'ai pleuré sur tes pas est une chanson de André Claveau, créée en 1943, sur des paroles de Roland Tessier et une musique de Jacques Simonot.